# Waltham Cross
Waltham Cross is een plaats in het bestuurlijke gebied Broxbourne, in het Engelse graafschap Hertfordshire. De plaats telt 10.000 inwoners.

## Geboren in Waltham Cross
- Russ Ballard (1945), muzikant en singer-songwriter (Unit 2 + 4 , Argent)